# スチルベノイド

レスベラトロールは生物学的に重要なスチルベノイドである。

スチルベノイド(Stilbenoid)は、樹木の心材形成における二次生成物であり、ファイトアレキシンとして働く。化学的には、スチルベンのヒドロキシル化誘導体である。生化学的には、フェニルプロパノイドの一種であり、生合成経路のほとんどをカルコノイドと共有している。
ケトシンターゼの向きの代替経路で作られる細菌のスチルベノイドである(E)-3,5-ジヒドロキシ-4-イソプロピル-トランス-スチルベンは、ヘテロラブディティス属(Heterorhabditis)の線形動物の共生細菌フォトラブダス属(Photorhabdus)中に存在する。
スチルベノイドの例は、ブドウに含まれ、多くの健康に有益な効果を持つとされるレスベラトロールである。

## ファイトアレキシンとしての性質
いくつかの研究により、マツ材線虫病等の樹木の病気に対する抵抗性を担っていることが示されている。

## 既知のスチルベノイド
アグリコン
- ピセアタンノール
- ピノシルビン
- プテロスチルベン
- レスベラトロール

オリゴマー
- α-ビニフェリン
- アンペロプシンA[4]
- アンペロプシンE[4]
- ジプトインドネシンC - カワン(Shorea pinanga)の幹から単離される[5]。
- ジプトインドネシンF - ダマールブア(Shorea gibbosa)の幹から単離される[4]。
- ε-ビニフェリン
- フレクスオソールA[6]
- グネチンH[5]
- ヘムスレヤノールD[4]
- ホペアフェノール[5]
- ジプトインドネシンB
- バチカノールB[4]

配糖体
- アストリンギン
- ピセイド

配糖体オリゴマー
- ジプトインドネシンA